# 土田善久
土田 善久（つちだ よしひさ、1930年 - ）は、プロ野球球団阪急ブレーブスの元球団社長、箕面市在住。

## 来歴・人物
関西学院大学を卒業した後に京阪神急行電鉄（企業としては現・阪急阪神ホールディングス）に入社した。
阪急ブレーブスや西宮球場などのレジャー部門を管轄する事業部で長く勤め、1975年～1977年に阪急ブレーブスが3連覇を達成した時は梅田駅での飾りつけと選手のサイン会を担当していた。やがて電鉄事業部長となり、年間観客動員の増加を図るために、マスコットキャラクターであるブレービーの導入や沿線住民など向けに割安で観戦できる「応援デー」の設定を行い、1986年には年間観客動員100万人を達成した。
1987年11月に球団社長に就任し、翌年の球団身売りの発表の際には号泣していた。
身売り後は、神戸ポートピアランドの社長を務めた。